# Palthis serapealis
Palthis serapealis är en fjärilsart som beskrevs av William Schaus 1916. Palthis serapealis ingår i släktet Palthis och familjen nattflyn. Inga underarter finns listade i Catalogue of Life.